# سن پونسو
سن پونسو (به ایتالیایی: San Ponso) یک کومونه در ایتالیا است که در استان تورین واقع شده‌است.

## خصوصیات
سن پونسو ۲٫۲ کیلومترمربع مساحت و ۲۸۵ نفر جمعیت دارد و ۳۴۷ متر بالاتر از سطح دریا واقع شده‌است.